# Платинахром
Платинахром — бинарное неорганическое соединение
платины и хрома
с формулой PtCr,
кристаллы.

## Получение
- Сплавление стехиометрических количеств чистых веществ:

{\displaystyle {\mathsf {Pt+Cr\ {\xrightarrow {800^{o}C}}\ CrPt}}}

## Физические свойства
Платинахром образует кристаллы
тетрагональной сингонии,
пространственная группа P 4/mmm,
параметры ячейки a = 0,3822 нм, c = 0,3811 нм, Z = 2,
структура типа медьзолота AuCu.
Соединение образуется по твёрдотельной реакции при температуре ≈800°C.